# Trienio Liberal
Trienio Liberal là một thời kỳ đầy biến động ở Tây Ban Nha. Napoléon chiếm đóng từ năm 1808 đến 1814, "chiến tranh giành độc lập" tàn phá nặng nề diễn ra sau đó được thúc đẩy bởi chủ nghĩa dân tộc rõ nét. Kỷ nguyên của các phong trào chống lại chủ nghĩa tự do kết hợp với cách mạng Pháp sau chiến tranh dưới sự thống trị của Fernando VII và ít ảnh hưởng hơn - là con gái ông Isabel II. Dưới sự thống trị của Fernando, Tây Ban Nha mất đi các thuộc địa ở Tân Thế giới, trừ Cuba và Puerto Rico, trong thập niên 1810 và 1820. Một loạt các cuộc nội chiến nổ ra sau đó ở Tây Ban Nha, rồi chủ nghĩa tự do Tây Ban Nha và sau đó là những người theo phe cộng hòa chống lại phe bảo thủ, mà đỉnh cao là các cuộc chiến tranh chủ nghĩa Carl giữa Nữ hoàng Isabella và cháu bà ta, Infante Carlos. Bất mãn với chính quyền Isabella trong một thời gian dẫn đến sự can thiệp quân sự lặp đi lặp lại trong các vấn đề chính trị và đã nhiều lần làm cách mạng chống lại chính quyền đó. Hai trong số các cuộc cách mạng đó đã thành công là "cách mạng Vicálvaro" năm 1854 và la Gloriosa năm 1868. Cuộc cách mạng năm 1968 đánh dấu sự chấm dứt chế độ quân chủ của Isabella. Sự cai trị ngắn ngủi của vua theo chủ nghĩa tự do Amadeo I kết thúc khi nền Đệ nhất Cộng hòa được thành lập, và chế độ này cũng chỉ tồn tại trong thời gian ngắn, và sự thống trị của Alfonso XII đã đưa Tây Ban Nha bước sang thời kỳ tái thiết và ổn định.